# Реманцако
Реманцако (итал. Remanzacco) је насеље у Италији у округу Удине, региону Фурланија-Јулијска крајина.
Према процени из 2011. у насељу је живело 3399 становника. Насеље се налази на надморској висини од 110 м.

## Становништво
Према резултатима пописа становништва 2011. у општини је живело 6.066 становника.
| 1936. | 1951. | 1961. | 1971. | 1981. | 1991. | 2001. | 2011. |
| ----- | ----- | ----- | ----- | ----- | ----- | ----- | ----- |
| 3.536 | 3.749 | 3.771 | 3.925 | 4.703 | 5.051 | 5.547 | 6.066 |

## Партнерски градови
- Rangersdorf